# Всемирная федерация бирж
Всемирная федерация бирж, ВФБ (англ. World Federation of Exchanges, WFE, ранее FIBV) — мировая отраслевая ассоциация организаторов торговли ценными бумагами и производными инструментами. 
Основной целью организации является обеспечение равных прав для всех акционеров и координация структур рынков ценных бумаг. Основными задачами являются регулирование торговли ценными бумагами, развитие техники и технологии биржевого дела, формирование политики воздействия на фондовый рынок.
В настоящее время членами федерации являются 55 организованных фондовых рынков со всех континентов, в том числе 21 биржа является аффилированными членами и ещё 34 — членами-корреспондентами ВФБ. Совокупная рыночная капитализация ценных бумаг, обращающихся на биржах, входящих в федерацию, составляет 97 % суммарной капитализации предприятий мировой экономики.